# (296987) Piotrflin
(296987) Piotrflin est un astéroïde de la ceinture principale.

## Description
(296987) Piotrflin est un astéroïde de la ceinture principale. Il fut découvert le 11 mars 2010 à Androuchivka par l'observatoire astronomique d'Androuchivka. Il présente une orbite caractérisée par un demi-grand axe de 3,21 UA, une excentricité de 0,21 et une inclinaison de 15,9° par rapport à l'écliptique.

## Compléments